# Râul Tiuleț
Râul Tiuleț este un râu din România, afluent al râului Ismar. 